# Barkeryds socken
Barkeryds socken i Småland ingick i Tveta härad, ingår sedan 1971 i Nässjö kommun i Jönköpings län och motsvarar från 2016 Barkeryds distrikt.
Socknens areal är 99,75 kvadratkilometer, varav land 93,43. År 2000 fanns här 1 112 invånare. Tätorterna Äng och Fredriksdal samt kyrkbyn Barkeryd med sockenkyrkan Barkeryds kyrka ligger i socknen. 

## Administrativ historik
Barkeryds socken har medeltida ursprung.
Vid kommunreformen 1862 övergick socknens ansvar för de kyrkliga frågorna till Barkeryds församling och för de borgerliga frågorna till Barkeryds landskommun. Denna senare inkorporerades 1952 i Forserums landskommun som 1971 uppgick  i Nässjö kommun. Församlingen uppgick 2010 i Barkeryd-Forserums församling.
1 januari 2016 inrättades distriktet Barkeryd, med samma omfattning som församlingen hade 1999/2000.  
Socknen har tillhört samma fögderier och domsagor som Tveta härad. De indelta soldaterna tillhörde Jönköpings regemente, Västra härads kompani och Smålands husarregemente, Livskvadronen, Livkompaniet.

## Geografi
Barkeryds socken ligger väst om Nässjö kring Huskvarnaån. Socken är en högt belägen sjörik skogstrakt med höjder som når 356 meter över havet.

## Fornlämningar
Här finns gravrösen från bronsåldern med domarringar och stensättningar samt något järnåldersgravfält. En runristning är känd från kyrkogården.

## Namnet
Namnet (1307 Bierkrydhum ) kommer troligen från en äldre by. Förleden är sannolikt biärk, björk Efterleden är ryd, röjning.

### Fotnoter
1. 1 2  Svensk Uppslagsbok andra upplagan 1947–1955: Barkeryd socken
2. 1 2  Harlén, Hans; Harlén Eivy (2003). Sverige från A till Ö: geografisk-historisk uppslagsbok. Stockholm: Kommentus. Libris 9337075. ISBN 91-7345-139-8
3. ↑  ”Församlingar”. Statistiska centralbyrån. https://www.scb.se/hitta-statistik/regional-statistik-och-kartor/regionala-indelningar/forsamlingar/. Läst 30 december 2022.
4. ↑  Administrativ historik för Barkeryd socken (Klicka på församlingsposten). Källa: Nationella arkivdatabasen, Riksarkivet.
5. ↑  Indelta soldater, torp och rotar i Jönköpings län Arkiverad 24 januari 2012 hämtat från the Wayback Machine. Jönköpingsbygdens Genealogiska Förening
6. 1 2  Sjögren, Otto (1931). Sverige geografisk beskrivning del 2 Östergötlands, Jönköpings, Kronobergs, Kalmar och Gotlands län. Stockholm: Wahlström & Widstrand. Libris 9939
7. 1 2 3  Nationalencyklopedin
8. ↑  Fornlämningar, Statens historiska museum: Barkeryds socken
9. ↑  Fornminnesregistret, Riksantikvarieämbetet: Barkeryds socken Fornminnen i socknen erhålls på kartan genom att skriva in sockennamn (utan "socken") i "Ange geografiskt område"
10. ↑  Mats Wahlberg, red (2003). Svenskt ortnamnslexikon. Uppsala: Institutet för språk och folkminnen. Libris 8998039. ISBN 91-7229-020-X. https://isof.diva-portal.org/smash/get/diva2:1175717/FULLTEXT02.pdf